# Жан-Люк Маріон
Жан-Люк Маріон (фр. Jean-Luc Marion; нар. 3 липня 1946, Медон) — французький філософ, історик філософії і феноменолог, католицький богослов. У 2008 році обраний до Французької академії.

## Життєпис
Випускник Вищої нормальної школи (1967—1971). Учень Жана Бофре, Фердинанда Альк'є, Жака Дерріди. Близький до Еммануеля Левінаса і Мішеля Анрі. Викладач в університеті Пуатьє (1981—1988), в університеті Париж X Нантер (1988—1995), університеті Париж IV Сорбонна (з 1995 року), університеті Лаваля (Квебек, 1993—1996), Чиказькому університеті (1994—2003) та інших університетах Європи і Америки. Керівник Центру картезіанських досліджень. З 1981 року провадить книжкову серію «Епіметей» (Французьке університетське видавництво, PUF), один із співредакторів журналу «Філософські дослідження».

## Філософські інтереси
Основні сфери інтересів Маріона — Декарт і його місце в історії філософії, феноменологічні проблеми видимості та данності, християнське богослов'я та етика (був радником кардинала Люстіже). Перекладач праць Декарта, Спінози, Гуссерля. З його роботами асоціюється «богословський поворот» у французькій феноменології 1990-х років.

## Книги
- «Avec ou sans Dieu?» (1970, у співавторстві з Аленом де Бенуа)
- «Sur l'ontologie grise de Descartes» (1975)
- «L'idole et la distance» (1977)
- «Sur la théologie blanche de Descartes» (1981)
- «Dieu sans l’être» (1982)
- «Sur le prisme métaphysique de Descartes» (1986)
- «Prolégomènes à la charité» (1986)
- «Réduction et donation». Recherches sur Husserl, Heidegger et la phénoménologie (1989)
- «Questions cartésiennes I». Méthode et métaphysique (1991)
- «La croisée du visible» (1991)
- «Questions cartésiennes II». L'ego et Dieu (1996)
- «Etant donné». Essai d'une phénoménologie de la donation (1997)
- «De surcroît». Etudes sur les phénomènes saturés (2001)
- «Le phénomène érotique» (2003)
- «Le visible et le révélé» (2005)
- «Au lieu de soi, l'approche de saint Augustin» (2008)

## Визнання
Праці Маріона надзвичайно впливові у філософському світі, перекладені на багато мов, включаючи китайську та японську. Премія Шарля Ламбера Академії моральних та політичних наук Франції (1978), Премія Анрі Демара Французької Академії (1982), Велика премія Французької академії філософії (1992), Премія Карла Ясперса (2008). Почесний доктор Утрехтского університету (2005), член Французької Академії (з листопада 2008).
10 грудня 2011 року папа Бенедикт XVI номінував Маріона членом Папської Ради з культури.

## Нагороди
- Кавалер ордена Почесного легіону
- Офіцер ордена академічних пальм
- Командор ордена святого Григорія Великого